# Ekaterina Dafovska
Ekaterina Stefanova Dafovska, coniugata Prodanova (in bulgaro Екатерина Стефанова Дафовска-Проданова?; Čepelare, 28 novembre 1975), è un'ex biatleta bulgara, olimpionica nell'individuale a Nagano 1998 e primo campione della Bulgaria ai Giochi olimpici invernali.

## Biografia
In Coppa del Mondo ottenne il primo risultato di rilievo il 17 dicembre 1992 a Pokljuka (32ª), il primo podio l'8 marzo 1997 a Nagano (3ª) e la prima vittoria il 22 dicembre 2002 a Osrblie.
In carriera prese parte a quattro edizioni dei Giochi olimpici invernali, Lillehammer 1994 (29ª nella sprint, 13ª nella staffetta), Nagano 1998 (29ª nella sprint, 1ª nell'individuale, 16ª nella staffetta), Salt Lake City 2002 (15ª nella sprint, 10ª nell'inseguimento, 5ª nell'individuale, 4ª nella staffetta) e Torino 2006 (33ª nella sprint, 28ª nell'inseguimento, 8ª nella partenza in linea, 11ª nell'individuale, 8ª nella staffetta), e a nove dei Campionati mondiali, vincendo due medaglie.
Fu alfiere della Bulgaria durante la cerimonia di apertura dei XX Giochi olimpici invernali di Torino 2006.

## Palmarès

### Olimpiadi
- 1 medaglia:
  - 1 oro (individuale[3] a Nagano 1998)

### Mondiali
- 2 medaglie:
  - 2 bronzi (individuale[3] ad Anterselva 1995; individuale[3] a Osrblie 1997)

### Coppa del Mondo
- Miglior piazzamento in classifica generale: 4ª nel 2003
- 13 podi (11 individuali, 2 a squadre[2]), oltre a quelli ottenuti in sede olimpica e iridata e validi anche ai fini della Coppa del Mondo:
  - 4 vittorie (individuali)
  - 3 secondi posti (individuali)
  - 6 terzi posti (4 individuali, 2 a squadre)

#### Coppa del Mondo - vittorie
| Data             | Località   | Nazione    | Spec. |
| ---------------- | ---------- | ---------- | ----- |
| 22 dicembre 2002 | Osrblie    | Slovacchia | PU    |
| 8 gennaio 2003   | Oberhof    | Germania   | SP    |
| 19 gennaio 2003  | Ruhpolding | Germania   | PU    |
| 23 gennaio 2003  | Anterselva | Italia     | IN    |

Legenda:

SP = individuale

PU = inseguimento

IN = individuale

## Riconoscimenti
- Atleta bulgara dell'anno nel 1998[1]